# Дні хірурга Мішкіна
«Дні хірурга Мішкіна» (рос. «Дни хирурга Мишкина») — російський радянський художній фільм 1976 року режисера Вадима Зобіна за повістю Юлія Креліна «Хірург».

## Сюжет
Розповідь про хірурга, завідувача відділенням районної лікарні, безмежно відданого своїй професії, про моральний і етичний вибір життя звичайної людини.

## У ролях
- Олег Єфремов
- Галина Польських
- Жанна Болотова
- Анатолій Ромашин
- Михайло Єфремов
- Борис Токарев
- Євген Євстигнєєв
- Тетяна Лаврова
- Борис Руднєв
- Ніна Ургант
- Тетяна Бестаєва
- Рогволд Суховерко
- Інокентій Смоктуновський
- Ролан Биков
- Олена Санаєва
- Людмила Іванова
- Семен Соколовський
- Анатолій Обухов
- Ніна Гребешкова
- Юрій Кузьменко
- Анатолій Соловйов
- Володимир Бурлаков
- Олександра Данилова

## Творча група
- Автор сценарію — Юлій Крелін
- Режисер-постановник — Вадим Зобін
- Оператор-постановник — Лев Бунін
- Художник-постановник — Володимир Углов
- Композитор — Михайло Зів